# Салине (Витербо)
Салине је насеље у Италији у округу Витербо, региону Лацио.
Према процени из 2011. у насељу је живело 41 становника. Насеље се налази на надморској висини од 6 м.